# Alo Bärengrub
Alo Bärengrub (* 12. Februar 1984 in Kehtna, Kreis Rapla) ist ein ehemaliger estnischer Fußballspieler.

## Karriere
Bärengrub begann seine Fußballkarriere beim FC Lelle in der Esiliiga, wobei er im Alter von 16 Jahren debütierte. Ein Jahr später wechselte der Verteidiger innerhalb der Liga zum FC Valga. Von 2004 bis 2007 spielte Bärengrub für Flora Tallinn. Im Januar 2008 wechselte er in die norwegische Tippeligaen zu Aufsteiger FK Bodø/Glimt. Nachdem der Vertrag in Norwegen nicht verlängert worden war, machte Bärengrub ein Probetraining bei den Portland Timbers. Aufgrund der Ausländer-Regelung in der Major League Soccer nahm Portland jedoch Abstand von einer Verpflichtung, so dass Alo Bärengrub wieder in Estland nach einem Verein Ausschau hielt. Diesen fand er in Form des Tallinner Stadtteilklubs JK Nõmme Kalju. Im Dezember 2011 verlängerte Bärengrub seinen auslaufenden Vertrag bis zum Saisonende 2012.
Alo Bärengrub gehörte der Estnischen Fußballnationalmannschaft an.